# Wiesław Podobas

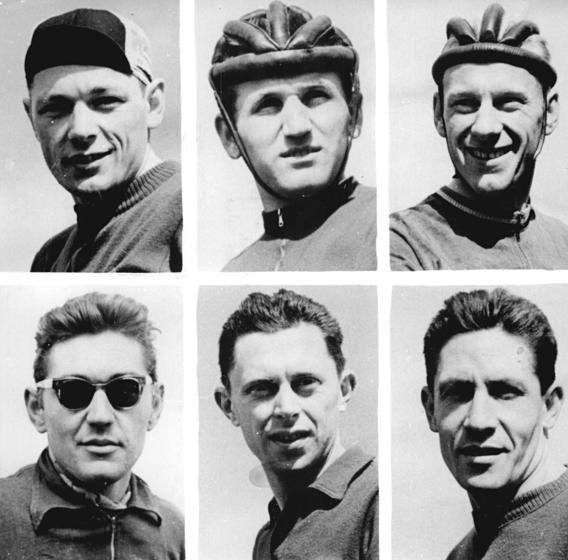
oben v. l. n. r.: Boguslaw Fornalczyk, Stanislaw Gazda, Wieslaw Podobas; unten v. l. n. r.: Andrzej Piechaczek, Mieczysław Wilczewski, Eugeniusz Pokorny

Wiesław Podobas (* 20. Mai 1936 in Warschau) ist ein ehemaliger polnischer Radrennfahrer und nationaler Meister im Radsport.

## Sportliche Laufbahn
Er startete 1955–1970 für den Verein Legia Warschau, in dem der ehemalige polnische Meister Józef Kapiak sein Trainer war. Mit 16 Jahren begann er mit dem Radsport und wurde im ersten Jahr seiner Laufbahn Meister von Warschau im Querfeldeinrennen. 1955 wurde er bei seinem ersten Start Zweiter der Polen-Rundfahrt. 1956 wurde er polnischer Meister mit Legia in der Meisterschaft im Mannschaftszeitfahren, 1957 und 1959 war er Zweiter in dieser Disziplin. Die heimische Polen-Rundfahrt bestritt er zehnmal. 1959 konnte er die Rundfahrt für sich entscheiden, er siegte vor Stanislaw Gazda. 1956 beendete er die Tour als Dritter, bei allen anderen Teilnahmen war er immer unter den besten 20 Fahrern im Endklassement. Die Internationale Friedensfahrt fuhr er 1959 (21. Platz) und 1960 (32. Platz). Bei den UCI-Straßen-Weltmeisterschaften war er 1958 (ausgeschieden) und 1959 (31. Platz) am Start. 1963 gewann er das Rennen bei den Asian Olympics GANEFO-Wettbewerben in Jakarta, Indonesien. 
Podobas war Teilnehmer der Olympischen Sommerspiele 1960 in Rom. Im Straßenrennen wurde er von den Zielrichtern übersehen und als ausgeschieden registriert, er kam aber mit einer großen Gruppe ins Ziel, die auf dem 12. Rang klassiert wurde. Im Mannschaftszeitfahren belegte er mit dem polnischen Vierer den 10. Platz.

## Berufliches
Er absolvierte eine Ausbildung zum Autoschlosser.